# Atlantocnemis
Atlantocnemis (лат.) — подрод жуков-тускляков из семейства жужелиц и подсемейства харпалин (Harpalinae). Северная Африка: Марокко.

## Описание
Для подрода характерны следующие признаки: у самок две, а у и самцов четыре анальные щетинки, две щетинки на средних бёдрах, две щетинки на задних бёдрах, отсутствие волосков на простернальном межкоксальном отростке, две надглазничные щетинки, есть передние и базальные латеральные волоски на переднеспинке, простые медиальные шпоры передних голеней.

## Виды
К этому подроду относятся 4 вида:
- Amara colasi Paulian et Villiers, 1939 (= Amara (Leiocnemis) colasi)[4]
- Amara liouvillei Antoine, 1936 (= Amara (Leiocnemis) liouvillei)[5]
- Amara mairei Peyerimhoff, 1922 (= Amara (Leiromorpha)) mairei)[6]
- Amara notha Antoine, 1936 (= Amara (Leiocnemis) notha)[5]typus